# Registrul monumentelor Republicii Moldova ocrotite de stat
Registrul monumentelor Republicii Moldova ocrotite de stat este o listă de monumente luate sub protecția statului, aprobat prin Hotărârea Parlamentului nr. 1531-XII împreună cu Legea nr. 1530-XII privind ocrotirea monumentelor RM din 22 iunie 1993. În Monitorul Oficial nr. 1 din 1994 a fost publicată doar Legea, fără a include însă și Registrul, care a fost publicat mult mai târziu, la 2 februarie 2010. Nu trebuie confundat cu Registrul arheologic național sau cel al monumentelor de for public, care sunt liste diferite ce vizează doar anumite compartimente ale patrimoniului cultural, întocmite în baza unor legi separate.
Lista completă este menținută și actualizată periodic de către Ministerul Culturii din Republica Moldova, dar înainte ca modificările să intre în vigoare acestea trebuie să fie aprobate de către Parlament.
În 2021, Registrul conține 5.465 de monumente. Acestea sunt clasificate după raion (conform organizării administrativ-teritoriale din perioada anilor 1994-1998 – inclusiv Stânga Nistrului), tip (arheologice, arhitecturale, istorice, de arhitectură populară, de artă și tehnologice) și importanță (locală sau națională). Alte informații prezentate sunt datarea și localitatea în care sunt amplasate.
| Zona Centru | Zona Nord | Zona Sud |
| --- | --- | --- |
| - raionul Anenii Noi - raionul Călărași - raionul Criuleni - raionul Dubăsari - raionul Grigoriopol (Stânga Nistrului) - raionul Hîncești - raionul Ialoveni - raionul Nisporeni - raionul Orhei - raionul Slobozia (Stânga Nistrului) - raionul Strășeni - raionul Telenești - raionul Ungheni - municipiul Chișinău - municipiul Bălți - municipiul Bender - municipiul Tiraspol | - raionul Briceni - raionul Camenca (Stânga Nistrului) - raionul Dondușeni - raionul Drochia - raionul Edineț - raionul Fălești - raionul Florești - raionul Glodeni - raionul Ocnița - raionul Rezina - raionul Rîbnița (Stânga Nistrului) - raionul Rîșcani - raionul Sîngerei - raionul Soroca - raionul Șoldănești | - raionul Basarabeasca - raionul Cahul - raionul Cantemir - fostul raion Căinari - raionul Căușeni - raionul Ceadîr-Lunga (Găgăuzia) - raionul Cimișlia - raionul Comrat (Găgăuzia) - raionul Leova - raionul Ștefan Vodă - raionul Taraclia - raionul Vulcănești (Găgăuzia) |

## Istoricul modificărilor
| Data aprobării    | Data intrării în vigoare | Hotărâre | Modificări |
| ----------------- | ------------------------ | --- | --- |
| 25 iulie 2002     | 5 august 2002            | Hotărâre nr. 1301 din 25-07-2002 cu privire la modificarea Registrului monumentelor Republicii Moldova ocrotite de stat, aprobat prin Hotărîrea Parlamentului nr.1531-XII din 22 iunie 1993        | - excluderea unei poziții din lista mun. Chișinău |
| 1 iulie 2004      | 9 iulie 2004             | Hotărâre nr. 233 din 01-07-2004 privind completarea Registrului monumentelor Republicii Moldova ocrotite de stat                                                                                   | - includerea unei poziții în lista r. Soroca |
| 8 iunie 2006      | 23 iunie 2006            | Hotărâre nr. 159 din 08-06-2006 privind completarea Registrului monumentelor Republicii Moldova ocrotite de stat, aprobat prin Hotărîrea Parlamentului nr. 1531-XII din 22 iunie 1993              | - includerea unei poziții în lista r. Dondușeni |
| 5 decembrie 2008  | 12 decembrie 2008        | Hotărâre nr. 258 din 05-12-2008 pentru modificarea și completarea Registrului monumentelor Republicii Moldova ocrotite de stat, aprobat prin Hotărîrea Parlamentului nr.1531-XII din 22 iunie 1993 | - modificarea unei poziții în lista mun. Bălți - includerea unei poziții în lista mun. Bălți - includerea a 5 poziții în lista mun. Chișinău |
| 11 iulie 2012     | 10 august 2012           | Hotărâre nr. 175 din 11-07-2012 privind modificarea Registrului monumentelor Republicii Moldova ocrotite de stat, aprobat prin Hotărîrea Parlamentului nr. 1531-XII din 22 iunie 1993              | - modificarea unei poziții în lista mun. Chișinău |
| 12 iulie 2012     | 12 iulie 2012            | Hotărâre nr. 200 din 12-07-2012 pentru completarea Registrului monumentelor Republicii Moldova ocrotite de stat, aprobat prin Hotărîrea Parlamentului nr. 1531-XII din 22 iunie 1993               | - includerea unei poziții în lista mun. Chișinău |
| 5 aprilie 2013    | 19 aprilie 2013          | Hotărâre nr. 71 din 05-04-2013 privind modificarea Registrului monumentelor Republicii Moldova ocrotite de stat, aprobat prin Hotărîrea Parlamentului nr. 1531-XII din 22 iunie 1993               | - modificarea unei poziții în lista mun. Chișinău |
| 20 iulie 2018     | 28 septembrie 2018       | Hotărâre nr. 149 din 20-07-2018 privind modificarea Registrului monumentelor Republicii Moldova ocrotite de stat, aprobat prin Hotărîrea Parlamentului nr. 1531/1993                               | - excluderea mai multor poziții din listele raioanelor Anenii Noi, Călărași, Criuleni, Hîncești, Ialoveni, Nisporeni, Orhei, Slobozia, Strășeni, Telenești, Ungheni, Briceni, Drochia, Edineț, Fălești, Florești, Glodeni, Ocnița, Rezina, Rîbnița, Rîșcani, Sîngerei, Soroca, Șoldănești, Cahul, Căinari, Căușeni, Ceadîr-Lunga, Ștefan Vodă, Taraclia, Vulcănești și a municipiilor Chișinău, Bălți, Tighina, Tiraspol - modificarea mai multor poziții în listele raioanelor Orhei, Ungheni, Ocnița, Vulcănești și a mun. Chișinău |
| 19 mai 2022       | 27 mai 2022              | Hotărâre nr. 129 din 19-05-2022 privind modificarea Registrului monumentelor Republicii Moldova ocrotite de stat, aprobat prin Hotărârea Parlamentului nr. 1531/1993                               | - modificarea a 10 poziții în lista mun. Chișinău |
| 11 mai 2023       | 18 mai 2023              | Hotărâre nr. 109 din 11-05-2023 pentru modificarea Registrului monumentelor Republicii Moldova ocrotite de stat, aprobat prin Hotărârea Parlamentului nr. 1531/1993                                | - includerea unei poziții în lista mun. Chișinău - transferarea unei poziții din lista r. Telenești în cea a mun. Chișinău - transferarea unei poziții din lista r. Ocnița în cea a mun. Chișinău - includerea unei poziții în lista r. Nisporeni - includerea unei poziții în lista mun. Bălți - excluderea unei poziții din lista r. Edineț - includerea unei poziții în lista r. Rezina - excluderea unei poziții din lista r. Vulcănești |
| 21 decembrie 2023 | 28 decembrie 2023        | Hotărâre nr. 409 din 21-12-2023 privind modificarea Registrului monumentelor Republicii Moldova ocrotite de stat, aprobat prin Hotărârea Parlamentului nr. 1531/1993                               | - includerea unei poziții în lista r. Strășeni - includerea unei poziții în lista mun. Chișinău - includerea a 3 poziții în lista r. Dondușeni - includerea unei poziții în lista r. Glodeni - excluderea unei poziții din lista r. Fălești - includerea unei poziții în lista r. Șoldănești - includerea unei poziții în lista r. Taraclia - excluderea unei poziții din lista r. Vulcănești |
| 13 iunie 2024     | 3 iulie 2024             | Lege nr. 144 din 13-06-2024 pentru aprobarea Registrului arheologic național și modificarea unor acte normative                                                                                    | - excluderea mai multor poziții din listele tuturor raioanelor (cu excepția Cantemir, Cimișlia și Comrat) și municipiilor - corectarea unor poziții din listele raioanelor Criuleni, Ialoveni, Nisporeni, Orhei, Strășeni, Briceni, Dondușeni, Fălești, Rezina, Rîbnița, Rîșcani, Sîngerei, Soroca, Șoldănești, Basarabeasca și a mun. Chișinău |
| 22 mai 2025       | 28 mai 2025              | Hotărâre nr. 101 din 22-05-2025 privind modificarea Registrului monumentelor Republicii Moldova ocrotite de stat, aprobat prin Hotărârea Parlamentului nr. 1531/1993                               | - transferarea a 5 poziții din lista r. Criuleni în cea a mun. Chișinău - modificarea a 11 poziții în lista r. Criuleni - excluderea unei poziții din lista r. Criuleni - transferarea unei poziții din lista r. Dubăsari în cea a mun. Chișinău - modificarea unei poziții în lista r. Dubăsari - transferarea unei poziții din lista r. Ialoveni în cea a mun. Chișinău - modificarea unei poziții în lista r. Orhei - transferarea a 3 poziții din lista r. Strășeni în cea a mun. Chișinău - modificarea a 28 de poziții în lista mun. Chișinău - excluderea unei poziții din lista mun. Chișinău - includerea a 3 poziții în lista mun. Chișinău - modificarea a 27 de poziții în lista mun. Bălți - modificarea a 2 poziții în lista r. Edineț |